# ’74 Jailbreak
A ’74 Jailbreak az ausztrál AC/DC együttes 1984-ben az Amerikai Egyesült Államokban megjelent EP-je, amely korábban csak Ausztráliában megjelent dalokat tartalmaz. A címadó "Jailbreak" eredetileg az 1976-os Dirty Deeds Done Dirt Cheap, a további négy dal pedig az 1975-ös High Voltage album ausztrál kiadásain volt hallható.

## Az album dalai
1. "Jailbreak" – 4:40
2. "You Ain't Got a Hold on Me" – 3:30
3. "Show Business" – 4:43
4. "Soul Stripper" – 6:23
5. "Baby, Please Don't Go" (Big Joe Williams-feldolgozás) – 5:00

## Közreműködők
- Bon Scott - ének
- Angus Young – gitár
- Malcolm Young – gitár, vokál
- George Young - basszusgitár, vokál
- Rob Bailey - basszusgitár, gitár
- Mark Evans - basszusgitár
- Tony Currenti - dob, ütőhangszerek
- Peter Clack - dob, ütőhangszerek
- Phil Rudd - dob, ütőhangszerek